# Pieni Hanhilampi
Pieni Hanhilampi och Iso Hanhilampi är sjöar i Finland. De ligger i kommunen Miehikkälä i landskapet Kymmenedalen, i den södra delen av landet, 170 km öster om huvudstaden Helsingfors. Pieni Hanhilampi ligger 56 meter över havet. I omgivningarna runt Pieni Hanhilampi växer i huvudsak blandskog. Arean är 4,3 hektar och strandlinjen är 0,82 kilometer lång. Sjön  ingår i Urpalanjokis huvudavrinningsområde. 